# NGC 7601
NGC 7601 (другие обозначения — PGC 71022, UGC 12487, MCG 1-59-39, ZWG 406.56, KUG 2316+089, IRAS23162+0857) — галактика в созвездии Пегас.
Этот объект входит в число перечисленных в оригинальной редакции «Нового общего каталога».